# Lauren Jackson
Lauren Elizabeth Jackson (Albury, 11 de maio de 1981) é uma jogadora de basquetebol profissional australiana.

## Carreira
Filha de dois jogadores de basquete, Jackson foi premiada com uma bolsa de estudos para o Instituto Australiano do Esporte (AIS) em 1997, quando tinha 16 anos. Em 1998 ela levou o AIS a ganhar a Women's National Basketball League (WNBL). 
Jackson entrou para o Canberra Capitals para disputar a temporada 1999, quando ela completou 18 anos e jogou com a equipe até 2006, ganhando mais quatro campeonatos da WNBL. Uma das maiores atletas da história da Women's National Basketball Association (WNBA) Jackson jogou 11 anos pelo Seattle Storm, sagrando-se bicampeã da liga.

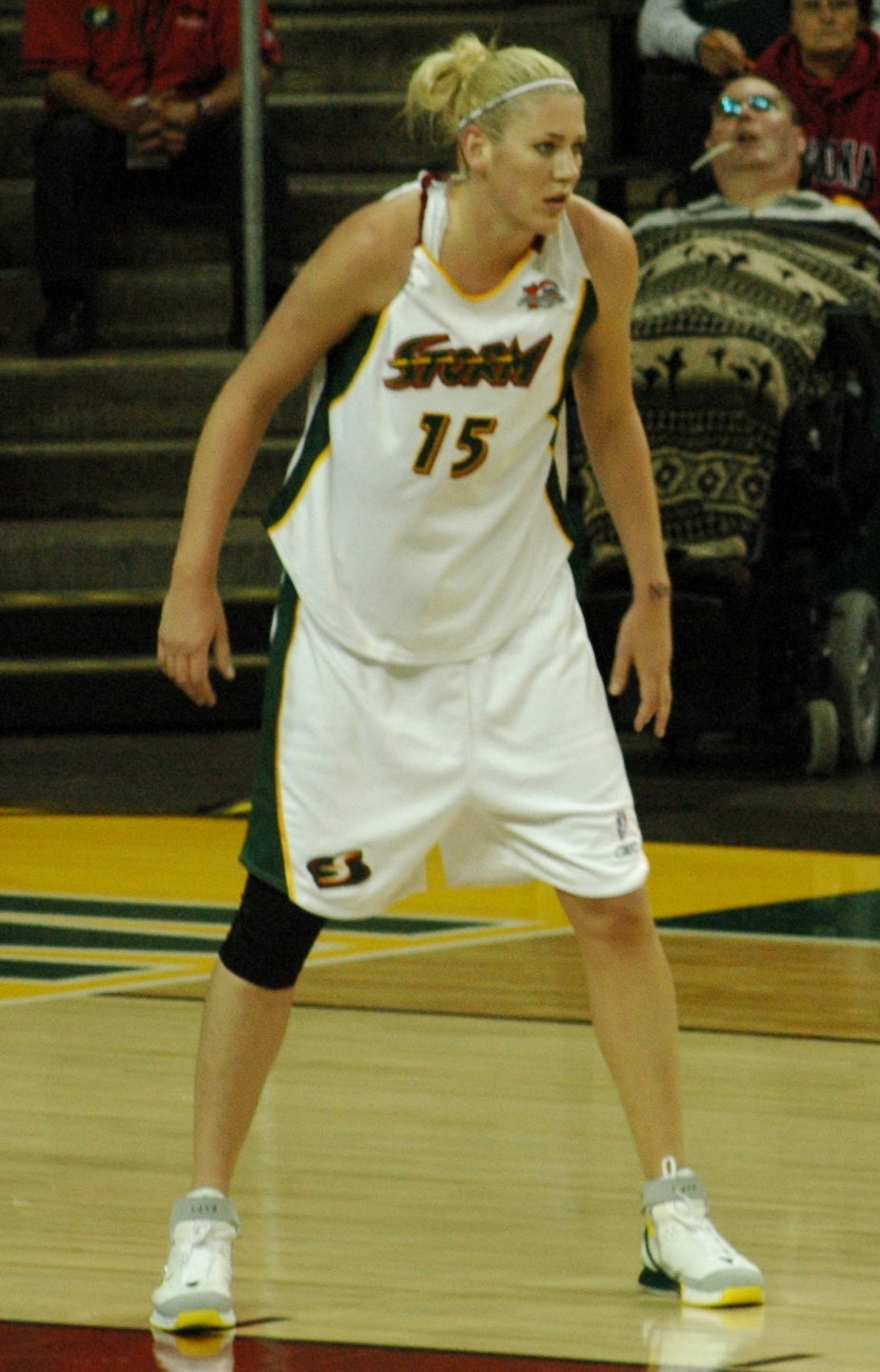
Lauren Jackson jogando pelo Seattle Storm em 2006

Nos Jogos Olímpicos de Pequim, Lauren já tinha sofrido uma lesão no joelho e realizou uma operação logo depois do evento. Sofrendo com problemas no joelho, Jackson anunciou sua aposentadoria em 2016. Nos anos seguintes, trabalhou na  Australian Basketball Alliance e teve dois filhos.
No final de 2021, Lauren, divulga que realiza o uso de cannabis para recuperação de suas lesões e dores crônicas e debilitantes que sofria desde que se aposentou em 2016. Sendo assim, LJ foi convocada para a Seleção Australiana de Basquete Feminino e jogou a Copa do Mundo de Basquete Feminino realizada em seu país natal, a Austrália em 2022. Jackson teve um papel secundário no Mundial, não jogou muitos minutos sem ultrapassar os 15 minutos em quadra em nenhuma partida. Porém em seu jogo de despedida com a Seleção Australiana de Basquetebol Feminino jogou 21 minutos, marcando 30 pontos e capturando 7 rebotes, o que lhe rendeu a escolha de melhor jogadora do jogo. Neste breve volta, Lauren Jackson se igualou a brasileira Janeth Arcain ambas com,43 partidas sendo as jogadoras com mais partidas disputadas em Copa do Mundo. A Austrália terminou o torneio em terceiro lugar., China ficou em segundo e a Seleção dos Estados Unidos de Basquetebol Feminino conquistou o título mundial pela décima primeira vez.

## Seleção
Além de outros títulos por clubes, "Loz" ou "LJ", como também é conhecida, é a única australiana a conquistar medalhas em cinco edições dos Jogos Olímpicos. Pela Seleção Australiana de Basquetebol Feminino disputou a primeira Olimpíada nos Jogos Olímpicos de Verão de 2000, jogando em seu país natal na cidade de Sydney, sendo medalhista de prata. Seria vice-campeã também nas Olimpíadas Atenas 2004 na Grécia, e os Jogos Olimípicos de Pequim na China em 2008. Lauren conquistou também uma medalha de bronze nos Jogos Olímpicos de Verão de 2012, realizado em Londres na Inglaterra, e em Paris 2024. Lauren Jackson também conquistou uma medalha de ouro no Campeonato Mundial de Basquetebol Feminino disputado no Brasil em 2006. Ela também foi a porta-bandeira da Austrália nos Jogos Olímpicos de Londres 2012, onde se tornou a maior cestinha da história das Olimpíadas com 575 pontos (superando a brasileira Janeth Arcain, que tinha 535, nas quartas-de-final contra a China).